# هنسا کریر
هنسا کریر (به انگلیسی: Hansa Carrier) یک کشتی است که طول آن ۱۷۶٫۵ متر (۵۷۹ فوت ۱ اینچ) می‌باشد. این کشتی در سال ۱۹۸۹ ساخته شد.